# Johnny García
Johnnie García López (nacido el 19 de julio de 1978 en Guadalajara, Jalisco) es un exfutbolista mexicano que jugaba en la posición de defensa. Surgió de las filas del Club Deportivo Guadalajara participando en filiales como el Club Deportivo Tapatío. Su último equipo fue el Santos Laguna de la Primera División de México.

## Trayectoria
Debutó con el Club Deportivo Guadalajara en el Clausura 2001 y jugó en la institución hasta el Clausura 2006, en este último torneo con el equipo de Guadalajara es recordada su participación en el juego de cuartos de final contra Jaguares de Chiapas donde García anotó el gol que le dio el pase a semifinales a Chivas en el último minuto de juego, remontando un marcador adverso de 4-2. Este gol fue conocido como el Milagro del Centenario debido a que en ese año el CD Guadalajara celebraba sus 100 años de existencia.
Para el Apertura 2006, es transferido al Querétaro Fútbol Club pero después de varios problemas no inició la temporada con el equipo y regresa al CD Guadalajara, que decide enviarlo a Chivas USA de la Major League Soccer donde permaneció una temporada y regreso para jugar con Jaguares de Chiapas en el Clausura 2008, y en el Apertura 2007 con Santos Laguna donde consiguió un título.

## Clubes
| Club          | País           | Año       |
| ------------- | -------------- | --------- |
| Chivas        | México         | 2001-2006 |
| Chivas USA    | Estados Unidos | 2006      |
| Jaguares      | México         | 2008      |
| Santos Laguna | México         | 2007-2009 |

## Palmarés

### Campeonatos nacionales
| Título          | Club          | País   | Año  |
| --------------- | ------------- | ------ | ---- |
| Torneo Clausura | Santos Laguna | México | 2008 |

- Datos: Q1635647